# Таф
Таф (англ. River Taff, валл. Afon Taf) — река в Великобритании. Длина — 64 км.
Истоки реки находятся в горах на территории национального парка Брекон-Биконс в районе горы Пен-и-Ван. Образуется в результате слияния рек Таф-Фор (Большой Таф) и Таф-Фекан (Малый Таф). Впадает в Бристольский залив на территории города Кардифф.
По одной из версий, название города Кардифф происходит именно от искажённого названия реки.
В верховьях реки обитает популяция кумжи.
На реке расположен самый старый из действующих железных мостов — Pont-y-Cafnau.
Притоки:
- Кинон[англ.]

Населённые пункты, стоящие на реке:
- Мертир-Тидвил
- Аберканаид[англ.]
- Понтиприт
- Кардифф